# Museo Provincial de Ciencias Naturales Dr. Ángel Gallardo
El Museo Provincial de Ciencias Naturales Dr. Ángel Gallardo es un museo de historia natural de Rosario, Argentina, especializado en biología. Fue fundado por el Profesor Pascual Maciá (profesor y zoólogo) en 1945. Depende del Ministerio de Cultura de la provincia de Santa Fe.

## Edificio
El edificio de la antigua Jefatura de Policía, hoy sede del Gobierno de la provincia de Santa Fe comúnmente conocida por Casa Gris, fue realizado con un Proyecto de 1909 y su posterior construcción a cargo de R. Peró y M. Torre Armengol e inaugurado oficialmente siete años después de finalizado, en 1916, ocupando toda la manzana delimitada por las calles Santa Fe, Moreno, San Lorenzo y Dorrego. Declarado Patrimonio de la ciudad se lo encuadra dentro del período arquitectónico Eclecticismo Academicismo y con el Grado de Protección 1 b, Categoría A. Esta obra de gran envergadura, se organizó en tres niveles alrededor de un patio central con grandes puertas de ingreso por las calles que lo convergen. Las gigantescas puertas de bronce en el ingreso principal por calle Santa Fe dan paso a un inmenso hall que tiene una escalera ceremonial que vincula con la planta superior, sector en el que se desarrollan actualmente las actividades de la delegación del gobierno provincial.
El edificio se destaca por su composición simétrica. Sus columnas son utilizadas como recursos visuales y no estructurales. El edificio ocupa una manzana, ostenta en lo alto del frontispicio una cuadriga de notables dimensiones, obra realizada en cemento directo con armazón pertenece al escultor Guillermo Gianninazzi, colaboró el escultor Erminio Blotta, llevada a cabo en 1914. Se encuentra en el Paseo del Siglo y frente a la Plaza San Martín. En los alrededores nos encontramos con la Fundación Josefina Prats , el edificio de Casa De Lorenzi y el Ex Palacio de Justicia , entre otros.

## Historia

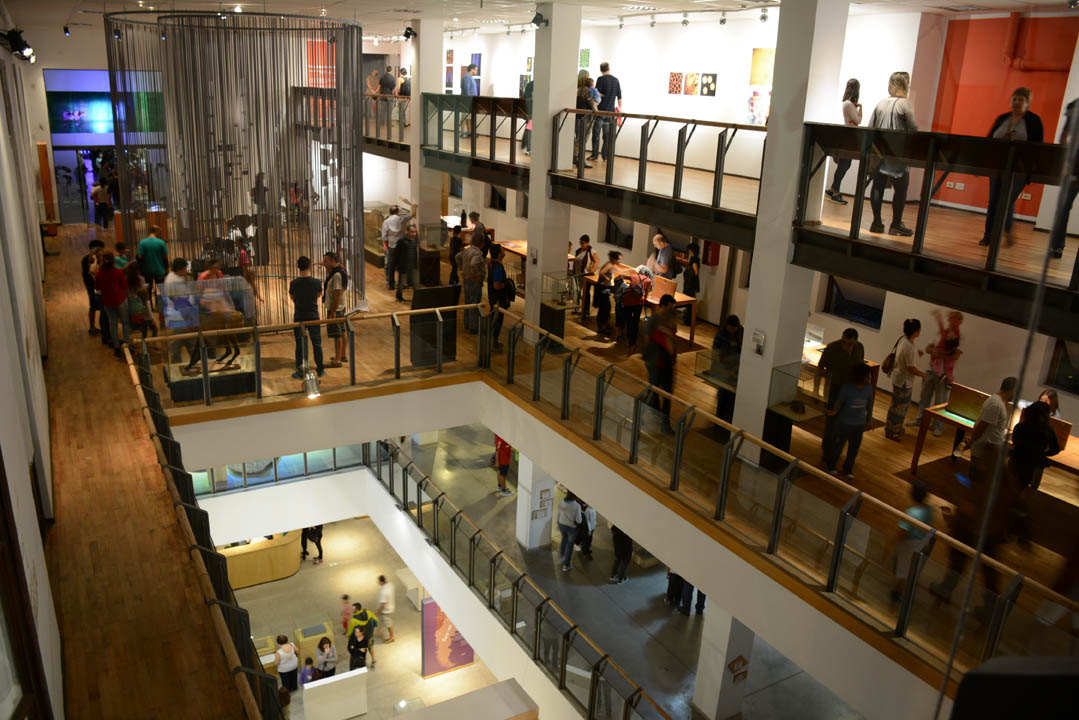
Interior del Museo.

El Museo Provincial de Ciencias Naturales “Dr. Ángel Gallardo” nace por una iniciativa del Prof. Valentín Antoniutti. El 23 de agosto de 1945, el Consejo Gral. de Educación de la Pcia. de Santa Fe resuelve la aprobación de ese proyecto, designando al nuevo museo con el nombre de "Dr. Ángel Gallardo". La entidad se crea como filial del Museo Provincial de Ciencias Naturales "Florentino Ameghino" de la ciudad de Santa Fe.
La incrementación del patrimonio inicial se debe a la obra del profesor Pascual Maciá, designado organizador del museo en 1945, y años más tarde sería su primer director.
El 27 de mayo de 1950, por decreto, deja de ser una filial del museo "Florentino Ameghino". Desde 1953 hasta 1967 el museo funcionó en diferentes sedes.
El 1° de julio del 2003, un incendio destruye sus instalaciones y gran parte de su colección. En septiembre del 2006 se reinaugura en su actual sede.
En 2015 comenzó un proceso de transformación integral del museo que confluyó en una nueva propuesta museológica centrada en el visitante como protagonista. Luego de tener sus puertas cerradas al público para llevar adelante la propuesta museográfica, en abril de 2016 vuelve a abrir sus puertas para seguir construyendo la propuesta en conjunto con quienes visitan el museo.